# Schwarte (Fellhandel)

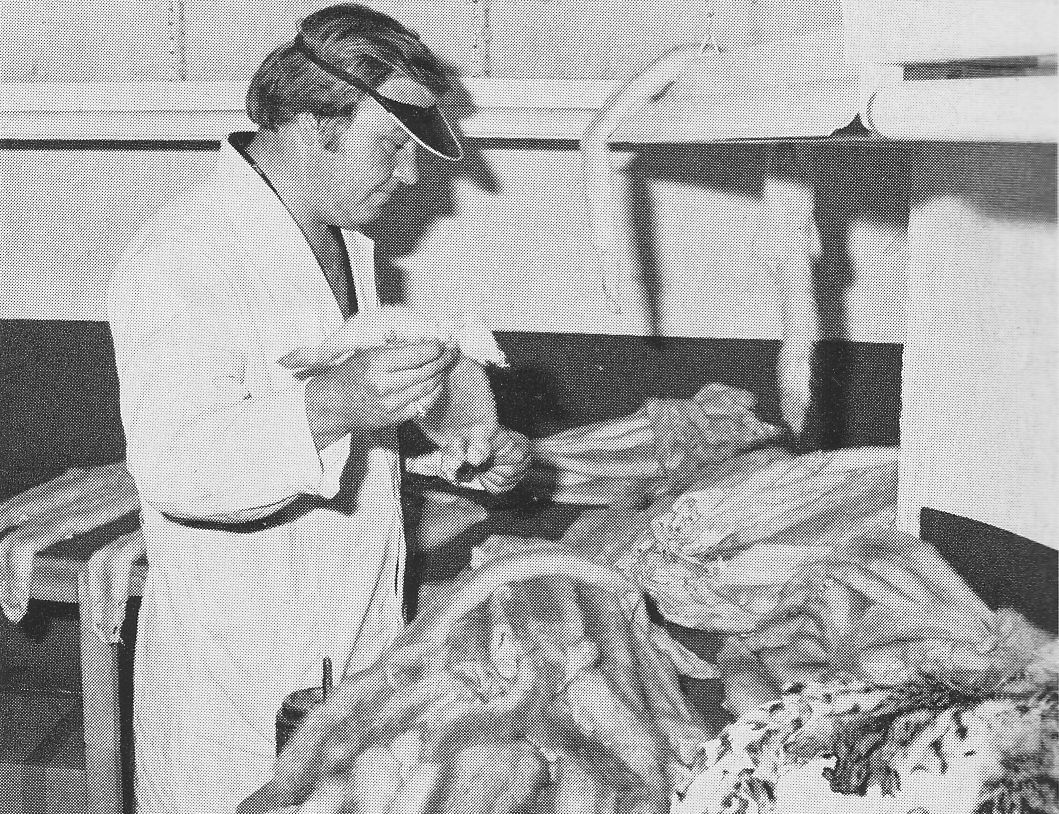
Frankfurter Pelzhändler beim Sortieren der Felle (1973)

Der Begriff Schwarte umfasst im Fell-, Pelz- beziehungsweise Rauchwarenhandel die Sommerfelle und nicht voll ausgewachsene Felle. Ursprünglich bezeichnet das Wort die menschliche Kopfhaut oder allgemein die Tierhaut.
Schwarten stellen als Untersorte eine qualitativ geringerwertige Ware dar, es handelt neben den Sommerfellen häufig um Felle unterentwickelter Tiere. Sie haben meist ein flacheres, schütteres, auch kürzeres Haar, fast ohne Unterwolle bei dickerem Leder als die reguläre Winterware.
Der Handel spricht beispielsweise von Marder-, Iltis- oder Fuchsschwarten. Insbesondere bezeichnet Schwarte heute noch die Schweinehaut. Auch ist in der Jägersprache der Begriff Dachsschwarte im Gebrauch, ohne dass damit eine abwertende Qualitätsaussage gemeint ist, desgleichen für das Fell vom Schwarzwild oder die Decke des Rotwilds.

## Geschichte
Allgemein wurden harte Stellen in Fellen als Schwarten bezeichnet. Abgeleitet von der Schwarte als Schweinehaut ist seit dem 17. Jahrhundert die etwas verächtliche Bezeichnung Schwarten für in Schweinsleder gebundene Bücher üblich.
In Fell-Auktionssortimenten wurden in der Vergangenheit Schwarten in I. und II. Sorten unterschieden, je nachdem ob es sich um reine Sommerware oder schon Übergangsfelle handelte. Gedeckte Marderschwarten, die gewöhnlich 4 : 1* bewertet werden, waren zeitweilig für Pelzinnenfutter sehr gesucht. Beste Felle wurden dagegen als „Oberköpfe“ gehandelt.
Im Preisverzeichnis der Leipziger Rauchwarenfirma Heinrich Lomer, Winter 1913/1914, wurde der Begriff Schwarte nur beim amerikanischen Nerzfell erwähnt, das in 13 Preisstufen aufgeführt wurde. Die geringste Qualität, nach „Sekunda mittelgrosse und geringere grosse“ (für 8 bis 15 Mark), waren „Schwarten und beschädigte für 3 bis 10 Mark“.

## Marginalien
Die Leipziger Fellhandelsfirma Arthur E. Franke hatte um 1925 als Telegrammadressen-Kürzel sebstironisierend das Wort „Marderschwarte“.